# A Moon Shaped Pool
A Moon Shaped Pool je deváté studiové album anglické hudební skupiny Radiohead. Vydáno bylo v květnu roku 2016 vydavatelstvím XL Recordings a jeho producentem byl dlouholetý spolupracovník skupiny Nigel Godrich. Album obsahuje celkem jedenáct písní, přičemž například na úvodní „Burn the Witch“ nebo závěrečné "True Love Waits" kapela pracovala již více než patnáct let před vydáním této desky. „Burn the Witch“ rovněž vyšla jako první singl z alba (3. května 2016). O tři dny později následoval singl „Daydreaming“.

## Seznam skladeb
1. „Burn the Witch“ – 3:40
2. „Daydreaming“ – 6:24
3. „Decks Dark“ – 4:41
4. „Desert Island Disk“ – 3:44
5. „Ful Stop“ – 6:07
6. „Glass Eyes“ – 2:52
7. „Identikit“ – 4:26
8. „The Numbers“ – 5:45
9. „Present Tense“ – 5:06
10. „Tinker Tailor Soldier Sailor Rich Man Poor Man Beggar Man Thief“ – 5:03
11. „True Love Waits“ – 4:43

## Obsazení
- Colin Greenwood – baskytara
- Jonny Greenwood – kytara, klavír
- Ed O'Brien – kytara, efekty
- Phil Selway – bicí
- Thom Yorke – zpěv, klavír